# Sergiolus montanus
Sergiolus montanus är en spindelart som först beskrevs av James Henry Emerton 1890.  Sergiolus montanus ingår i släktet Sergiolus och familjen plattbuksspindlar. Inga underarter finns listade i Catalogue of Life.